# Scinax proboscideus
Scinax proboscideus és una espècie de granota que es troba a la Guaiana Francesa, Guyana, Surinam i, possiblement també, el Brasil.